# Amarantite
L'amarantite est un minéral, rouge amarante à brunâtre, sulfate hydraté de formule générale Fe3+2(SO4)2O · 7H2O ou Fe3+SO4(OH) · 3H2O.
Le nom vient de l'amarante (du grec αμάραντος / amarantos), une fleur rouge, par référence à sa couleur.
L'amarantite est triclinique, c'est-à-dire que cristallographiquement, elle ne possède qu'un seul pli de symétrie. Elle doit être tournée à 360 degrés pour être exactement la même. Elle appartient donc à la classe optique biaxiale, les degrés d'axe ne sont pas égaux à 90 degrés et les côtés de chaque axe n'ont pas la même longueur. L'amarantite est anisotrope, ce qui signifie que la vitesse de la lumière varie selon la direction cristallographique et qu'il existe plusieurs indices de réfraction.
C'est un minéral très rare et ne peut être trouvé que dans quelques endroits en Amérique et en Europe. Sa localité type est Sierra Gorda, dans la province d'Antofagasta, au Chili. Il est trop rare pour être exploité comme minerai de fer. Cependant, lorsque l'amarantite se trouve sous forme de cristal, sa couleur rouge orange lui donne une valeur en tant qu'objet de collection.